# Cuchaule
La cuchaule est un pain brioché originaire du canton de Fribourg, en Suisse. La base est une sorte de brioche au lait à laquelle est ajouté du safran, ce qui lui donne une couleur jaune. Durant la fête de la Bénichon en automne, elle est consommée avec de la moutarde de Bénichon. Il est possible d'en trouver toute l'année dans les commerces suisses.
La cuchaule est protégée par une AOP depuis 2018. C'est le deuxième produit de boulangerie à obtenir une AOP en Suisse, après le pain de seigle valaisan.

## Étymologie
Le nom provient du patois fribourgeois kûchola, qui, lui-même, est dérivé du latin cocta (cuit) et *chulla (sphærula) (boule), avec peut-être l'influence de l'allemand Kuchen.

## Ingrédients
La cuchaule est composée de farine blanche, lait, beurre, sucre, sel, safran en poudre et/ou en pistil, levure, jaune d'œuf,.